# Равон
Раво́н (індонез. rawon) — страва індонезійської кухні, кулінарний спеціалітет Східної та Центральної Яви. Являє собою густий суп з яловичини, що готується без будь-яких овочів з великим набором спецій. Серед останніх яванці практично завжди використовують насіння пангіуму їстівного, що надає страві насиченого чорного кольору.
Належить до найстародавніших індонезійських страв. Традиційно подається за вечерею, як правило, з порцією відвареного рису. При подачі в суп прийнято додавати солоні качині яйця, проростки вігни китайської, крупук і смажену цибулю шалот.

Набув широкого поширення в ресторанній та вуличній кухні. У Сурабаї та інших яванських містах равон, поданий у закладах громадського харчування пізно ввечері чи вночі, прийнято називати «диявольським» — равон-сетан. Якихось рецептурних нюансів такий равон не має.

## Історія та поширення

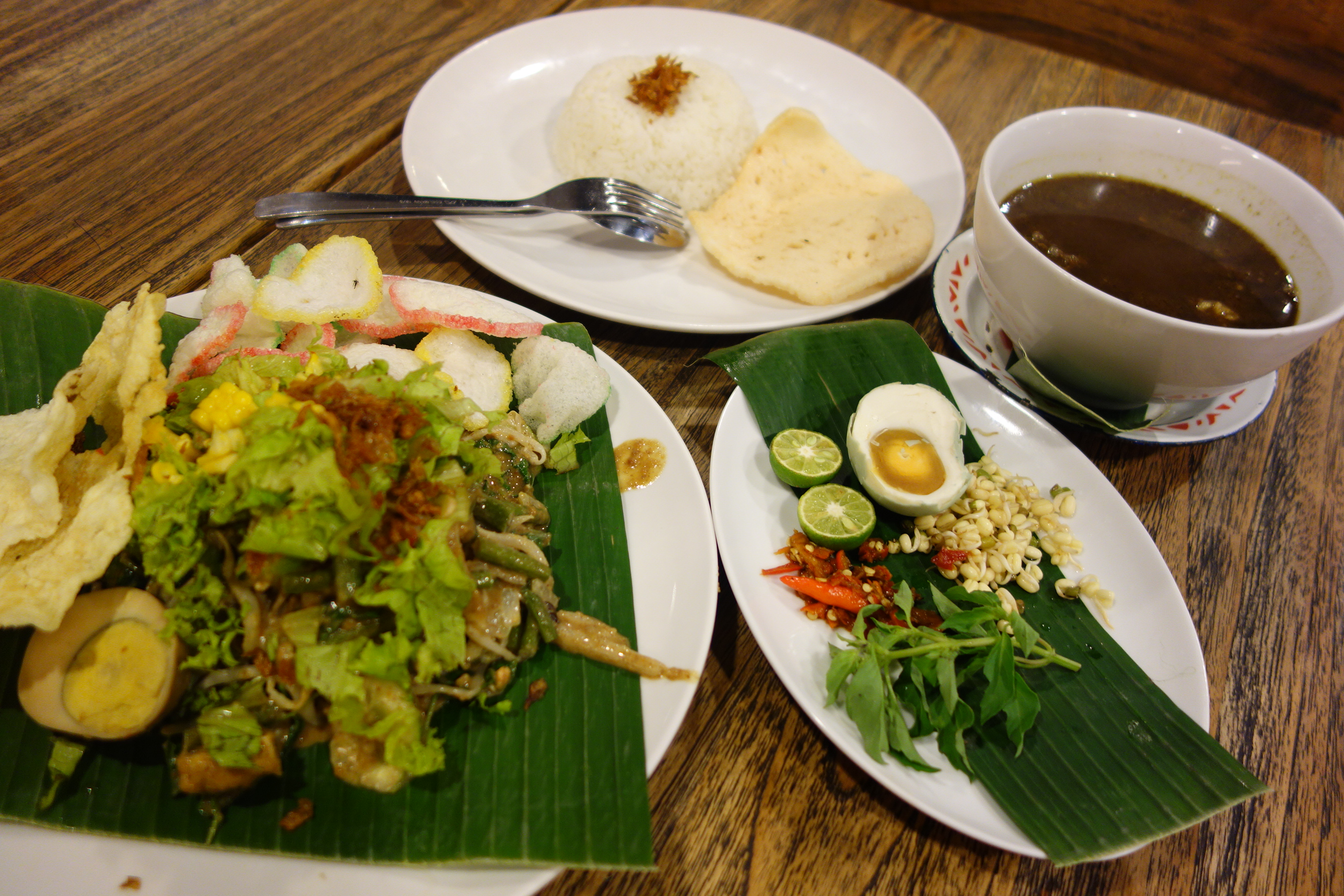
Равон, поданий з яванським овочевим салатом гадо-гадо. Поруч традиційні добавки до равону: відварений рис, крупук,, проростки вігни китайської та лайм

Супи з давніх-давен займають важливе місце в раціоні яванців — найбільшого з народів Індонезії, що населяє центральні й східні райони острова Ява. Равон же вважається одним із найстародавніших не лише серед яванських супів, а й серед індонезійських страв взагалі — його достовірна історія налічує понад одинадцять століть. Найранішня згадка про цю страву датується 901 роком: равон фігурує в переліку частування, що подавалися в ході бенкету, який організував з якогось урочистого приводу один з вищих вельмож князівства Матарам, і який описується на одній з мідних табличок з написами старояванською мовою, знайдених під селом Таджі в східнояванськомку окрузі Понорого.
Географічна прив'язка згаданого артефакту дає підставу мешканцям Понорого претендувати на роль винахідників равону. Однак аналогічні претензії нерідко висувають і мешканці інших місцевостей або населених пунктів Східної Яви — насамперед столиця цієї провінції Сурабая. У будь-якому випадку, індонезійські фахівці з історії кулінарії впевнено називають саме Східну Яву батьківщиною цієї старовинної страви.

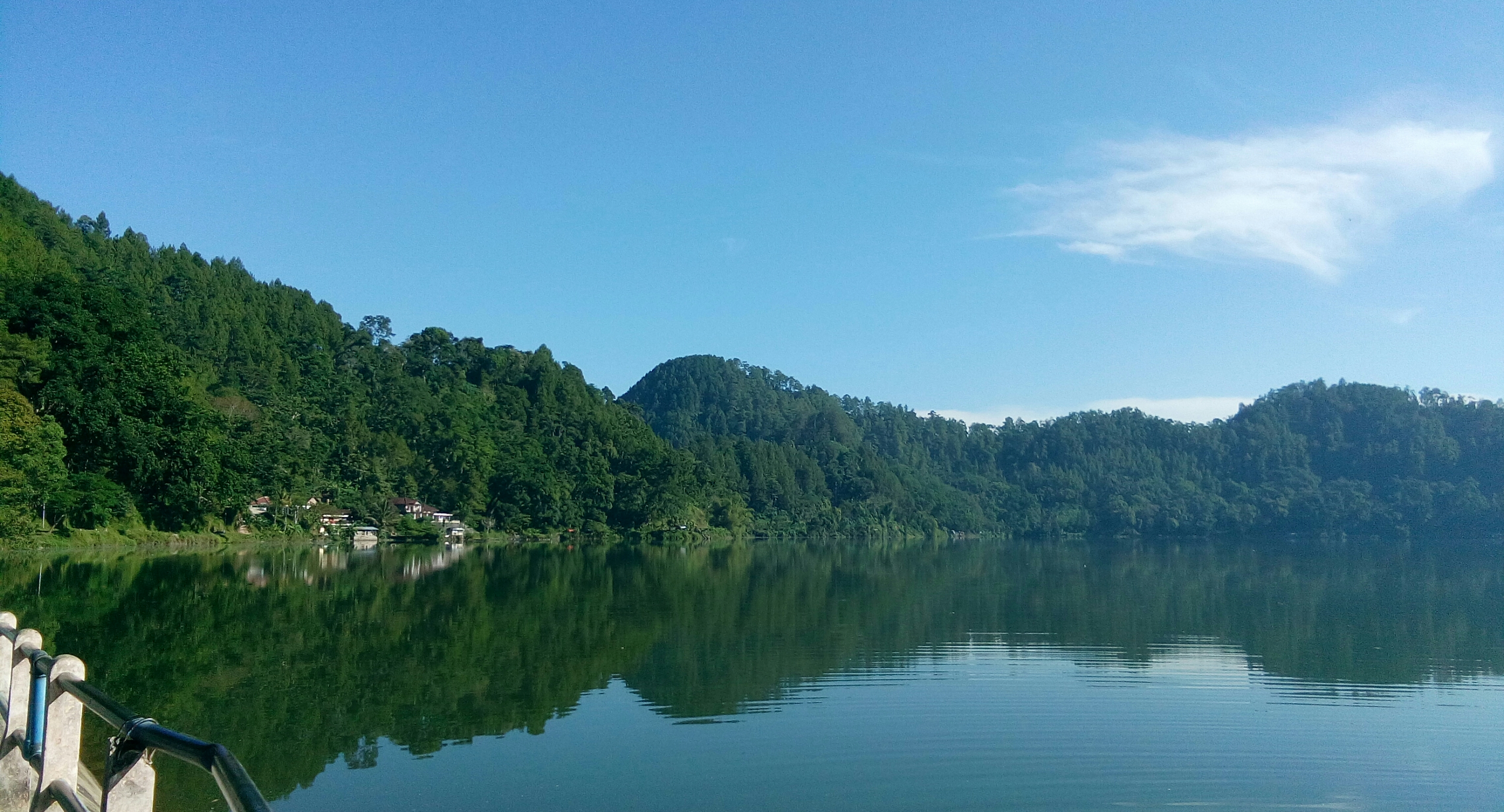
Понорого — можлива батьківщина равону

На Східній Яві, а також на значних територіях Центральної Яви равон історично належить до основних кулінарних спеціалітетів. При цьому він обґрунтовано вважається там досить дорогою стравою, оскільки ціни на яловичину на Яві, де розведення великої рогатої худоби – в силу особливостей природних умов – не набуло значного розвитку, завжди були набагато вищими, ніж на доступніші курятину, козлятину або рибу. У зв'язку з цим равон традиційно вважають їжею «не для бідних» і навіть його іноді називають «королем» яванських супів.
За межами двох згаданих індонезійських провінцій популярність равону не надто велика. Тим не менш, завдяки активним міграціям яванців за межі їх споконвічного ареалу проживання, ця страва здобула чималу популярність як у багатьох регіонах Індонезії, так і за межами цієї країни. Він увійшово до кулінарних практик суміжних з нею Малайзії та Сінгапуру, а також в меншій мірі, Нідерландів, колишньої метрополії Індонезії.

## Приготування та різновиди

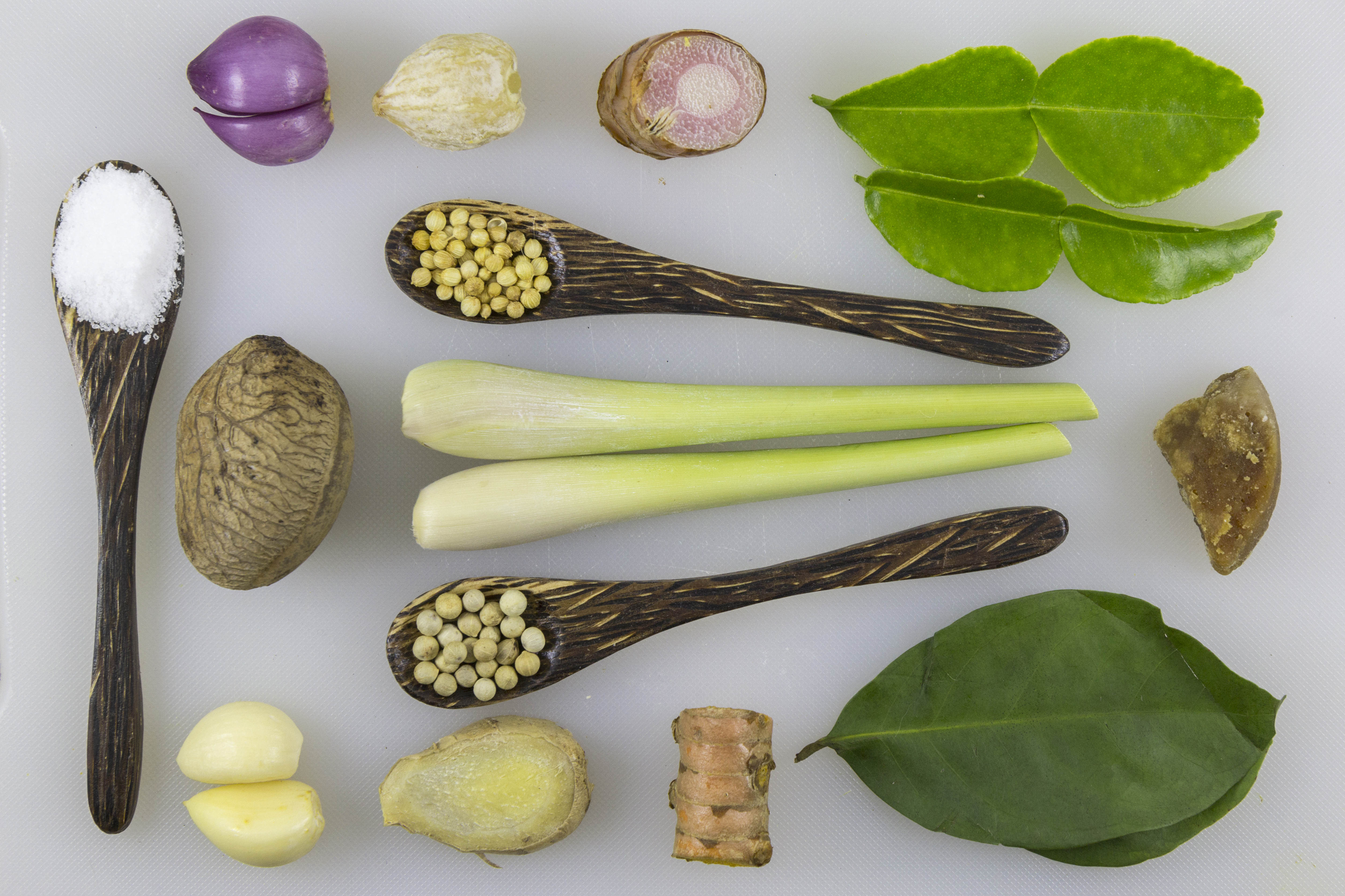
На світлині зображені спеції, трави та приправи, які зазвичай використовуються для приготування равону, зокрема цукор, часник, цибуля шалот, келуак/пукунг, свічковий горіх, коріандр, перець, лемонграс, імбир, кенкур, калган, пальмовий цукор, листя лайма та лавровий лист.

Основним інгредієнтом равону є яловичина. Для приготування цієї страви використовується, як правило, грудинка, рідше - інші, не надто цінні частини туші, зазвичай з досить великою кількістю жиру. М'ясо варять до напівготовності, після чого витягають з бульйону і нарізають невеликими шматочками. До цього часу на воці або в глибокій сковороді в рослинній олії просмажується вельми значний набір подрібнених спецій. Головною з останніх у традиційних яванських рецептах равону незмінно є насіння дерева пангіуму їстівного. З цих великих, розміром з половину волоського горіха зерен зчищають оболонку, а темну щільну серцевину перед просмажуванням розмочують у воді. Ця субстанція надає маслянистій кашці, на яку перетворюються після просмажування спеції, а потім і всій страві, насичений чорний колір і характерний пікантний аромат. Крім серцевини насіння пангіуму їстівного, до набору приправ для равону може входити ще десяток, а то й більша кількість спецій та прянощів. Найчастіше, для приготування цієї страви використовуються цибуля шалот, часник, великий калган, лумбанг, чорнобородник лимонний, куркума довга, коріандр, імбир, чорний перець, гострий перець, листя індійського лавру, лайму або кафрського лайму, а також пальмовий або звичайний цукор і сіль.
Підприємства індонезійської харчової промисловості випускають різні варіації наборів приправ для приготування равону: у таких упаковках всі інгредієнти вже належним чином подрібнені і готові до просмажування. Серцевина насіння пангіуму їстівного входить до складу подібних наборів зазвичай вже в розчиненому вигляді - у невеликому пластиковому пакетику.
Відварені до напівготовності шматочки яловичини якийсь час обсмажуються в кашці зі спецій на повільному вогні, після чого у вок або сковороду додається велика порція води, і відбувається процес варіння м'яса. На відміну від багатьох інших індонезійських супів, у равон не додаються ніякі овочі і навіть зелень, м'ясо вариться з одними тільки спеціями.

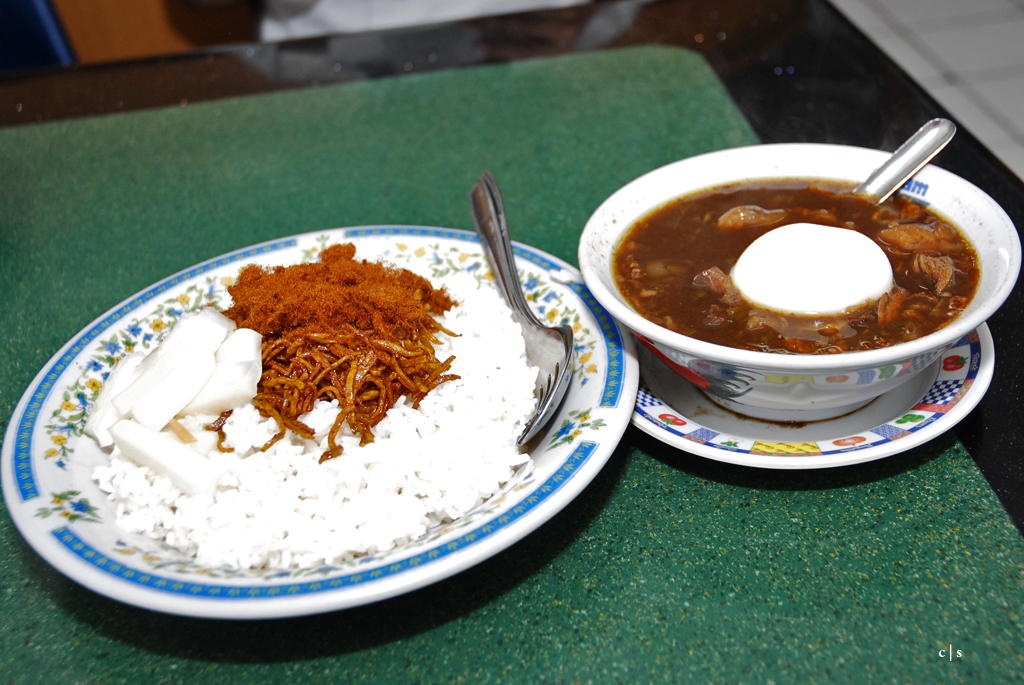
Равон, поданий з качиним яйцем, відвареним рисом та смаженою цибулею шалот

У готовому вигляді равон є непрозорим варевом чорного кольору з сильним пряним ароматом і досить різким смаком з відчутною ноткою солодощів — шляхом обов'язкового використання цукру. Як в Індонезії, так і за її межами цю страву найчастіше називають супом, хоча з урахуванням великої кількості м'яса та відносно невеликої частки рідини вона може нагадувати і не дуже густе рагу.
Варіативність рецептів равону полягає, насамперед, у відмінностях складу спецій. Він може тією чи іншою мірою змінюватись на розсуд будь-якого кухаря, проте бувають і особливості, характерні для цілих місцевостей. Так, наприклад, на Західній Яві до равону додають значно менше цукру або не додають його зовсім, за рахунок чого в його смаку з'являється відчутний солонуватий відтінок. В іншому нюансування рецепту досить обмежені і найчастіше суттєво не впливають на смак страви. Так, у західнояванському Бандунзі цей суп роблять рідкішим, ніж в інших местах. У східнояванському Маланзі для равону частіше використовують не грудинку, а яловичий хвіст, а в районі Нгулін східнояванського округу Пасуруан ту ж грудинку ріжуть набагато крупніше, ніж в інших місцях: такий тип цього супу здобув популярність в Індонезії під відповідною назвою — равон по-нгулінськи.
Чи не єдина по-справжньому відмінна від класичної варіація цієї страви набула поширення серед мешканців індонезійського острова Балі: оскільки вони є індуїстами і дотримуються релігійної харчової заборони щодо яловичини, балійці стали використовувати для приготування равону свинину. Крім того, серед спецій вони, як правило, не використовують насіння пангіуму їстівного, в результаті чого балійський равон не набуває характерного для інших районів Індонезії чорного кольору, а має різні відтінки коричневого..

## Подача

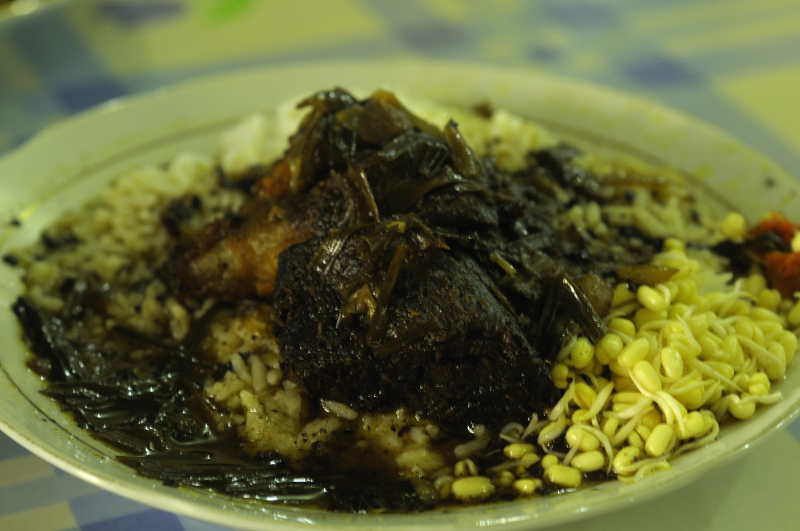
Равон, змішаний з рисом

Равон є основною стравою, яку заведено їсти в гарячою. Як і багато інших індонезійських супів, його прийнято подавати з порцією відвареного рису: такий сет традиційно називається насі-равон (індонез. nasi rawon) — рис з равоном. Досить часто равон із рисом відразу після подачі змішують в одній мисці. У зв'язку з цим у деяких джерелах можна зустріти згадку про равон не як про суп, а як про підливу для рису.
В Індонезії порцію готового равону при подачі зазвичай присмачують стандартним набором добавок. У миску супу кладуть солоне качине яйце — ціле або половинку, пару дрібок проростків вігни китайської і скибочку лайму. Крім того, поверхню супу часто посипають шматочками смаженої цибулі шалот і крупуком, а поряд з мискою ставлять невелику порцію гострого перцевого соусу самбал, який можна додавати до равону за смаком.
У Сінгапурі прийнято дещо іншу подачу цієї страви. Неодмінним гарніром до равону там також служить відварний рис, однак іншими доповненнями традиційно є шматочок смажених ялових легень, кільця кальмарів, тушковані в самбалі, і картопляний перкедел. Поверхню супу там зазвичай посипають серунденгом, додатковою приправою подають самбал, змішаний з креветковою пастою..

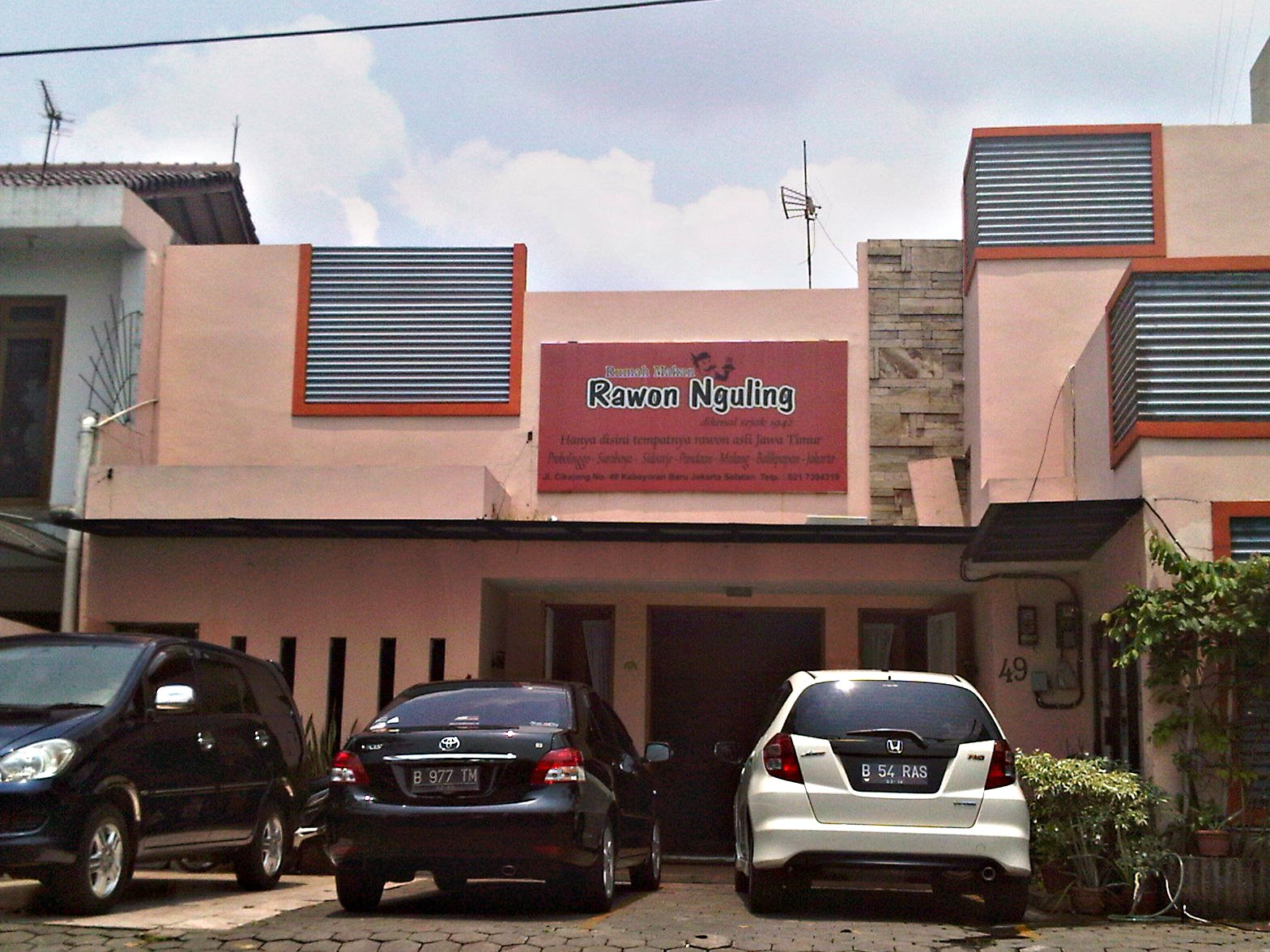
Ресторан, що спеціалізується на равоні. Західна Ява

Равон часто готують удома, але особливої популярності він набув у вуличній кухні. На Яві є безліч закладів громадського харчування — зазвичай невеликих забігайлівок традиційного типу, що спеціалізуються саме на цій страві. Крім того, у цих провінціях він продається на базарах і з лотків вуличних рознощиків..
Багато яванців вважають за краще їсти равон за вечерею, тому в багатьох місцевостях за цим супом закріпилася репутація вечірньої страви. Ба більше, в Сурабаї та багатьох інших яванських містах равон є однією з найходовіших страв у ресторанах та забігайлівках, відкритих у нічний час. До кінця XX століття за равоном, який подається в закладах громадського харчування пізно ввечері або за північ, закріпилася назва раво́н-сета́н (індонез. rawon setan) — диявольський равон. Жодних рецептурних відмінностей від звичайного равону у диявольського равону немає — вся його особливість полягає виключно в подачі в нічний час доби, яка традиційно асоціюється з нечистою силою.